# Miguel Iglesias (diretor)
Miguel Iglesias (Barcelona, 6 de junho de 1915) é um cineasta e diretor de televisão espanhol.
Tornou-se mais conhecido em 1966, quando dirigiu Dio, come ti amo!.